# Sitzendorf (Thüringen)
Sitzendorf is een gemeente in de Duitse deelstaat Thüringen, en maakt deel uit van de Landkreis Saalfeld-Rudolstadt.
Sitzendorf telt 765 inwoners.
Allendorf ·
Altenbeuthen ·
Bad Blankenburg ·
Bechstedt ·
Cursdorf ·
Deesbach ·
Döschnitz ·
Drognitz ·
Gräfenthal ·
Hohenwarte ·
Katzhütte ·
Kaulsdorf ·
Königsee ·
Lehesten ·
Leutenberg ·
Lichte ·
Meura ·
Piesau ·
Probstzella ·
Rohrbach ·
Rudolstadt ·
Saalfeld/Saale ·
Schwarzatal ·
Schwarzburg ·
Sitzendorf ·
Uhlstädt-Kirchhasel ·
Unterweißbach ·
Unterwellenborn